# Armoudlou (Qubadli)
Armoudlou est un village de la région de Qubadli en Azerbaïdjan.

## Histoire
En 1993-2020, Armoudlou était sous le contrôle des forces armées arméniennes. En 2020, le village d'Armoudlou a été restitué sous le contrôle de l'Azerbaïdjan.